# دیسک معما
«دیسک معما» (به انگلیسی: Mystery Disc) آلبومی از هنرمند اهل ایالات متحده آمریکا فرانک زاپا است که در سال ۱۹۹۸ میلادی منتشر شد.